# Локоть (Закарпатская область)
Ло́коть (укр. Локіть, венг. Nagyábránka) — село в Иршавской общине Хустского района Закарпатской области Украины.
Население по переписи 2001 года составляло 336 человек. Почтовый индекс — 90110. Телефонный код — 3144. Код КОАТУУ — 2121987203.

## География
Занимает площадь 0,496 км² и расположено на высоком правом берегу реки Абранки — левого притока реки Иршавы (укр. Іршава) на высоте от 362 до 378 метров над уровнем моря.
Село находится в 13 км к северо-северо-западу от железнодорожной станции «Иршава» и в 700 метрах от автодороги Загатье — Чёрный Поток — Дешковица.

## Название
Историческое название села — Великая А́бранка (Nagyábránka) происходит от названия реки Абранки — левого притока реки Иршавы. Происхождение названия реки неизвестно. Существуют народные версии происхождения. Например, русло реки напоминает своей извитостью стебель повилики полевой, которая по-венгерски называется nagy aranka. Также возможна связь c венгерским словом ábra (рисунок, изображение, фигура, узор).
Локтем же село могли назвать потому, что первая улица в нем была согнута почти под прямым углом — как локоть руки.
Время появления русинского названия села Локоть неизвестно и в документах XVII — начала XVIII в. в. оно не встречается. В урбарии 1729 года село называется Великой Абранкой.
Однако, дарственная надпись на Октоихе сельского храма, сделанная в 1740 году, уже упоминает русинское название села: «Сіѧ книга рєкомаѧ Октѡихъ куплєна до сєла Локтє до храму Ѹспєніѧ Богородицы» (около 1846 года храм был переосвящён в честь праздника Введения).
В «Топографическом лексиконе населенных пунктов Венгрии 1773 года» появляются уже два названия села: венгерское Nagy Abranka и русинское Lokoty.
В венгерском географическом справочнике 1877 года также указаны оба названия: Ábránka-Nagy (Lokoty).
После вхождения Подкарпатской Руси в состав Чехословакии в 1919 году, официальным названием села стало Локоть (чеш. Loket).

## Символика

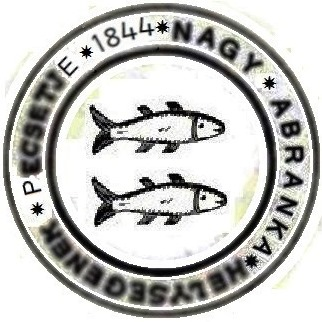
печать муниципалитета Великой Абранки (Локтя) 1844 года (реконструкция)

На печати муниципалитета Великой Абранки (Локтя) 1844 года были изображены «две рыбы, плавающие одна над другой».

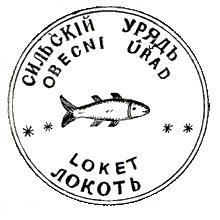
Печать сельского уряда Локтя в 1919—1938 г. г.

С 1919 по 1938 г. г. сельский у́ряд Локтя имел собственную печать — изображение рыбы и дублирующие надписи на русинском (СИЛЬСКІЙ УРЯДЪ. ЛОКОТЬ) и чешcком (OBECNI ÚŘAD. LOKET) языках.
Изображение рыб на печатях муниципалитета, вероятно, связано с тем, что в ⅩⅦ веке жители Великой Абранки «ловили рыбу в форельных протоках рек Большая Илошва и Большая Абранка для нужд Мукачевского замка. С этой целью ниже села было озеро, в котором форель держали наготове для отправки в замок».

## История
На последнем листе урбария 1603 года приведён датированный 20 декабря 1602 года «список новых сёл, построенных Жигмондом Ракоци после смерти Гашпара Магочи (Mágócsi Gáspár)», то есть между 1595 и 1602 г. г. Среди сёл окру́ги Krajna в этом списке есть село Abranka (пока без разделения на Великую — совр. с. Локоть и Малую — совр. с. Смологовица). Можно предполагать, что в списке 1602 года под именем Abranka имеется в виду именно Локоть, так как, согласно Легоцкому, Смологовица была основана семьёй Ши́мон только в 1604 году.
Великая А́бранка (Nagy Abranka), как отдельное село, впервые упоминается в 1613 году. Община села управлялась на основе валашского права. Первый ке́нез (kenéz) поселения — Ма́тяш Ма́ртон (Márton Matthias). В первые 90 лет своего существования село было не многолюдно, здесь жило не более 3-5 семей одновременно. В 1688 году в Великой Абранке проживало всего три семьи — Бушина, Деметер и Ми́клош, а в 1690 году количество семей увеличилось уже до восьми — Мо́лнар (Molnár), Буцина (Buczina), Лутак (Luták), Што́ка (Stoka), Чехина (Csechina), Деметер (Demeter), Ште́фани (Stephani) и Ми́клош (Miklós).
В период антигабсбургской национально-освободительной войны венгерского народа 1703—1711 г. г. под руководством Ференца II Ракоци среди повстанцев-куруцев были и жители Великой Абранки. В мукачевском списке 1704 года, содержащем имена греко-католиков, принимавших участие в Восстании Ференца Ракоци 1703—1711 г. г., упомянуты пять жителей села Локоть: Янош Со́мош, Янош Лутак, Федор Молнар, Янош Ва́дас и Петер Чебина.
В административно-территориальном отношении Великая Абранка изначально входила в состав окру́ги Кра́йна (Krajnai kerület) Мукачевской (с 1729 — Мукачевско-Чинадиевской) доминии комитата Берег. 1780—1824 г. г. — Felvidéki járás. 1825—1870 г. г. — Beregkisalmási járás. 1871—1875 г. г. — Ilosvai járás. С 1875 по 1918 годы — округ Фе́лвидек (Felvidéki járás) комитата Берег.

## Население
Этнический состав и язык:
В урбарие 1690 года рядом с названием села Великая Абранка написано: orosz falu., что в переводе с венгерского — русское село. Слово orosz в Венгрии того времени означало не только русский, но и русин. Таким образом, из документа ясно, что в конце ⅩⅦ века в Великой Абранке жили русины. С ⅩⅨ века в селе, наряду с русинами, также проживало небольшое количество евреев.
Основу населения села Локоть исторически составляют лемакы́ (этнографическая группа подкарпатских русинов-долинян), говорящие на лемацком варианте бережского говора(диалекта) русинского языка.
Численность населения:
- 1798 ‒ 112 человек
- 1828 ‒ 46 человек (учитывлись только лица от 16 до 60 лет)[15]
- 1869 ‒ 296 человек[16]
- 1877 ‒ 337 человек, из них 302 греко-католика и 35 иудеев.[3]
- 1880 ‒ 337 человек[16]
- 1890 ‒ 377 человек[16]
- 1900 ‒ 424 человека[16]
- 1910 ‒ 418 человек, из них 195 мужского пола и 223 — женского.[17]
- 2001 ‒ 336 человек

## Религия
Село Великая Абранка было основано около 1600 года, вероятнее всего, русинами, которые на тот момент исповедовали православие и относились к юрисдикции Мукачевского православного митрополита. Мукачевская епархия в то время находилась в ведении Константинопольского Патриархата. В ⅩⅦ веке в Угорской Руси начался процесс постепенного принятия церковной унии с Ватиканом, затянувшийся на несколько десятилетий: в 1646 году заключена Ужгогородская, а в 1662 году — уния в Мукачево. Однако, до 1686 года в Мукачеве было два параллельных епископа: православный и униатский. Известно, что в 1665 году при православном мукачевском епископе Иоанникие Зейкане «из 769 церквей Мукачевской епархии, не считая Марамороша, население которого непоколебимо стояло за Православие, униатских церквей насчитывалось 313. Причем, в Ужгородской доминии в контркатолической партии было ещё 60 священников-„схизматиков“, не говоря уже о Мукачевской доминии, где все 130 церквей оставались православными» Таким образом, жители села Локоть, как и других сёл Мукачевской доминии, оставались православными минимум до 1665 года, а возможно и до 1686 года. После смерти в 1686 году мукачевского епископа Иоанникия Зейкана православные Мукачевской доминии приняли унию, в которой и пребывали в большинстве до 1949 года, когда Мукачевская епархия в составе земель, вошедших в СССР, перешла под управление Московского Патриарха.
До середины ⅩⅦ века в Локте не было храма. Судя документам, в 1649 году храма в Великой Абранке ещё нет, а уже в 1682 году в списках упомянут священник села Великая Абранка — отец Vaszily Abrankoÿ (Василь Деметер, сын Андраша). Первый деревянный храм в селе был построен между 1649 и 1682 годами. Наиболее вероятно, это произошло в 1650-х г. г., когда были построены храмы в соседних сёлах. В более поздние годы построить селянам храм было бы затруднительно, в связи с падением благосостояния населения комитата Берег в 70-е и 80-е годы ⅩⅦ века. Тиводар Легоцкий в своей монографии отмечает, что в 1690 году деревянная церковь в Великой Абранке уже была, но какому празднику был посвящён первый храм Локтя — неизвестно.
Первая церковь сгорела в 1720-х годах и в 1734 году была построена новая в честь праздника Успения Пресвятой Богородицы. В 1780—1790 годах в Успенском храме был установлен новый иконостас. В 1845 году церковь в Локте была перестроена и в 1847 году освящена в честь праздника Введения во храм Пресвятой Богородицы
Сейчас большая часть верующих села — православные — прихожане Свято-Введенского храма Иршавского благочиния Мукачевской епархии Украинской Православной Церкви. Настоятель храма — протоиерей Иоанн Ришко.

## Достопримечательности
- Деревянная церковь Введения Пресвятой Богородицы с башней 1734 года

Справочник «Памятники градостроительства и архитектуры Украинской ССР»::

ЛОКОТЬ, село. ВВЕДЕНСКАЯ ЦЕРКОВЬ, 1734 г. Датируется по надписи на доске. Деревянная, трёхсрубная, с башней. Памятник возведен из дубовых брусьев. Принадлежит к распространенному типу закарпатских храмов с невысокой башней над бабинцем. Равноширокие срубы нефа и бабинца шире пятигранного восточного сруба. Все срубы опоясывает поддашие, опирающееся на выпуски венцов срубов и переходящее у западной стены бабинца в крыльцо на резных столбиках. Под высокой крышей церкви, общей над нефом и бабинцем, скрыты коробовые своды восточного объема и нефа и плоское перекрытие бабинца. Над бабинцем возвышается широкая квадратная в плане башня со слабо выраженным глухим подсебитьем. Башня завершена высоким конусным шпилем с четырехскатным фартуком.